# Wishcraft
Wishcraft ist ein US-amerikanischer Horrorfilm aus dem Jahr 2002, mit Michael Weston in der Hauptrolle des Brett Bumbers und Richard Wenk als Regisseur des Films.

## Handlung
Brett Bumbers ist ein Herrington-High-School-Absolvent, der seiner großen Liebe Samantha Warren Nachhilfeunterricht in Geschichte gibt. Diese sieht ihn nur als Freund und ist mit dem schlechten Schüler Cody zusammen. 
Als Brett nach der Schule nach Hause zurückkehrt, findet er ein geheimnisvolles Päckchen mit der Nachricht, dass ihm drei Wünsche freistünden. Jedoch müsse er aufpassen, was er sich wünsche. Die toten Genitalien, die sich im Päckchen befinden, kann Brett nicht ansehen und wirft sie weg. Am nächsten Tag erzählt er seinem besten Freund Howie von dem Päckchen und dieser beschließt, zu Brett zu fahren und mit ihm aufzuklären, was das Tote ist. Howie überredet Brett, sich etwas zu wünschen. Brett wünscht sich daraufhin, dass Samantha mit ihm zum Schulsommerfest geht und sie zusammen tanzen können.
Am nächsten Morgen fragt Samantha Brett tatsächlich, ob er mit ihr zum Schulball gehen wolle. Bei der Party, die nun Brett und Samantha gemeinsam besuchen, wirkt Cody sehr verletzt. Gegen Ende der Feier überredet Jimbo, der auch auf der Party war, ein Mädchen zu Sex, doch ist es ihr im Wald unheimlich, sodass die beiden wegfahren möchten. Jedoch findet Jimbo kurz vor der Heimfahrt heraus, dass jemand seine Hose gestohlen hat, und er macht sich auf den Weg in den Wald. Dort wird er schließlich fündig, und nur kurze Zeit später taucht ein maskierter Fremder auf. Jim greift ihn an, ist ihm aber unterlegen und wird erstochen. Das Mädchen bekommt Angst und macht sich auf den Weg, Jimbo zu finden. Schließlich findet sie dessen abgetrennten Kopf.
Nun ermittelt der Polizist Sparky Show mithilfe der Unfallärztin Mrs Coroner. Brett wünscht sich währenddessen, dass Samantha sich in ihn verliebt. Howie wünscht sich, ein knallharter Biker zu sein, auf den jede Frau steht. Als er dann in eine Spelunke geht, um seine Stärke zu beweisen, wird er von anderen Motorradrockern verprügelt und ausgelacht. Während sich Brett und Samantha das erste Mal küssen, wird ein weiterer Junge grausam ermordet. Erneut kommt Sparky Show zum Fall und entdeckt den Toten. Mrs Coroner ist sich sicher, dass dies nicht der letzte Mord war. 
An diesem Abend maskiert sich Brett und greift Howie mit einem Gummi-Messer an, um seinen Wunschkasten wiederzubekommen. Er wirft ihm vor, seinen letzten Wunsch verschwendet zu haben. Howie meint jedoch, bei ihm hätte das nicht geklappt, und Bumbers hätte immer noch eine Chance, einen dritten Wunsch zu äußern. Kurz darauf wird die Restaurantangestellte und High-School-Schülerin Diseeri auf der Straße ermordet. 
Brett fühlt sich schlecht, da er Samantha manipuliert hat, und beschließt, es ihr zu gestehen. In Howies Waldhütte treffen sich die beiden, doch dort sind auch Cody, Tony und ein dritter Schwarzer, die es Brett heimzahlen wollen. Am gleichen Ort befindet sich auch der fremde Mörder, der nach der Flucht der Jungs Tony mit einer Axt erschlägt. Der Schwarze wird enthauptet. Samantha fühlt sich von Bumbers ausgenutzt und schließt sich, nachdem Brett sich dafür entschuldigt hat, im Zimmer ein. Da wird Brett von Cody attackiert, doch im Zweikampf bezwingt Brett Cody und Samantha macht ihm schließlich die Tür auf. Als die beiden sich wieder küssen wollen, hören sie Codys Todesschreie, die beiden gehen auf den Dachboden. Der Unbekannte will in Ruhe mit Brett reden, der es zulässt. Der scheinbar unbekannte Mörder entpuppt sich als Mr Turner. 
Dieser arbeitet seit 25 Jahren als Lehrer und kann Schülern nicht mehr in die Augen blicken, die seine Worte ignorieren. Turner tötet alle Schüler der Klasse, die nicht zuhören, und will nun auch Samantha töten, wird jedoch durch Brett aufgehalten. Er verwendet seinen letzten Wunsch, um doppelt so stark zu sein wie Mr Turner, und bringt diesen schließlich um.

## Kritik
Das Lexikon des internationalen Films bezeichnete den Film als „handelsübliche Horror-Unterhaltung nach Bausätzen der ‚Wishmaster‘- und ‚Scream‘-Serien, die nach schleppendem Anfang mit den üblichen Blutorgien aufwartet“.